# Лубіан
Лубіан (ісп. Lubián) — муніципалітет в Іспанії, у складі автономної спільноти Кастилія-і-Леон, у провінції Самора. Населення — 362 особи (2010).
Муніципалітет розташований на відстані близько 320 км на північний захід від Мадрида, 110 км на північний захід від Самори.
На території муніципалітету розташовані такі населені пункти: (дані про населення за 2010 рік)
- Асіберос: 40 осіб
- Чанос: 61 особа
- Лас-Едрадас: 13 осіб
- Едросо: 28 осіб
- Лубіан: 190 осіб
- Падорнело: 30 осіб

## Демографія
Динаміка населення (INE ):